# Kalajoki
Kalajoki – miasto i gmina zlokalizowana w prowincji Oulu.
Populacja gminy wynosi 9 194. Gmina ta zajmuje 670,7 km², z czego 5,7 km² zajmuje woda. Gęstość zaludnienia tej gminy wynosi 13,7 mieszkańca na km².
Z miasta tego pochodzi Jussi Kurikkala, fiński biegacz narciarski, 3-krotny mistrz świata.

## Sport
- JHT Kalajoki – klub hokeja na lodzie

## Miasta partnerskie
- Vansbro,  Szwecja[1]
- Izumo,  Japonia[1]